# Тамарон
Тамарон (ісп. Tamarón) — муніципалітет в Іспанії, у складі автономної спільноти Кастилія-і-Леон, у провінції Бургос. Населення — 48 осіб (2010).
Муніципалітет розташований на відстані близько 210 км на північ від Мадрида, 26 км на захід від Бургоса.

## Демографія
Динаміка населення (INE ):